# Атеница
Атеница је насеље у Србији у општини Чачак у Моравичком округу. Према попису из 2022. било је 522 становника.
Овде се налазе Црква Свете великомученице Марине у Атеници, Виноградарски подрум у Атеници, Запис Ћирковића грм, Запис липа код цркве, Запис Гавриловића трешња, Запис крушка код школе, Запис Јеротијевића крушка.

## Демографија
У насељу Атеница живи 528 пунолетних становника, а просечна старост становништва износи 45,0 година (43,4 код мушкараца и 46,4 код жена). У насељу има 217 домаћинстава, а просечан број чланова по домаћинству је 2,85.
Ово насеље је великим делом насељено Србима (према попису из 2002. године), а у последња три пописа, примећен је пад у броју становника.
|  |

| Демографија | Демографија | Демографија |
| Година      | Становника  | Становника  |
| ----------- | ----------- | ----------- |
| 1948.       | 370         |             |
| 1953.       | 363         |             |
| 1961.       | 419         |             |
| 1971.       | 700         |             |
| 1981.       | 993         |             |
| 1991.       | 691         | 690         |
| 2002.       | 619         | 630         |
| 2011.       | 558         |             |

| Етнички састав према попису из 2002.‍ | Етнички састав према попису из 2002.‍ | Етнички састав према попису из 2002.‍ | Етнички састав према попису из 2002.‍ | Етнички састав према попису из 2002.‍ |
| ------------------------------------ | ------------------------------------ | ------------------------------------ | ------------------------------------ | ------------------------------------ |
|                                      |                                      |                                      |                                      |                                      |
| Срби                                 | Срби                                 |                                      | 608                                  | 98,22%                               |
| Македонци                            | Македонци                            |                                      | 2                                    | 0,32%                                |
| Црногорци                            | Црногорци                            |                                      | 1                                    | 0,16%                                |
| непознато                            | непознато                            |                                      | 2                                    | 0,32%                                |

| Година пописа     | 1948. | 1953. | 1961. | 1971. | 1981. | 1991. | 2002. |
| ----------------- | ----- | ----- | ----- | ----- | ----- | ----- | ----- |
| Број домаћинстава | 78    | 78    | 110   | 203   | 302   | 220   | 217   |

| Број чланова      | 1  | 2  | 3  | 4  | 5  | 6  | 7 | 8 | 9 | 10 и више | Просек |
| ----------------- | -- | -- | -- | -- | -- | -- | - | - | - | --------- | ------ |
| Број домаћинстава | 55 | 53 | 35 | 37 | 20 | 14 | 3 | 0 | 0 | 0         | 2,85   |

| Пол    | Укупно | Неожењен/Неудата | Ожењен/Удата | Удовац/Удовица | Разведен/Разведена | Непознато |
| ------ | ------ | ---------------- | ------------ | -------------- | ------------------ | --------- |
| Мушки  | 254    | 78               | 146          | 17             | 13                 | 0         |
| Женски | 288    | 49               | 150          | 78             | 11                 | 0         |
| УКУПНО | 542    | 127              | 296          | 95             | 24                 | 0         |

| Пол    | Укупно                    | Пољопривреда, лов и шумарство | Рибарство                            | Вађење руде и камена | Прерађивачка индустрија       |
| ------ | ------------------------- | ----------------------------- | ------------------------------------ | -------------------- | ----------------------------- |
| Мушки  | 127                       | 17                            | 0                                    | 1                    | 65                            |
| Женски | 85                        | 7                             | 0                                    | 1                    | 29                            |
| УКУПНО | 212                       | 24                            | 0                                    | 2                    | 94                            |
| Пол    | Производња и снабдевање   | Грађевинарство                | Трговина                             | Хотели и ресторани   | Саобраћај, складиштење и везе |
| Мушки  | 0                         | 6                             | 12                                   | 5                    | 5                             |
| Женски | 0                         | 4                             | 16                                   | 6                    | 3                             |
| УКУПНО | 0                         | 10                            | 28                                   | 11                   | 8                             |
| Пол    | Финансијско посредовање   | Некретнине                    | Државна управа и одбрана             | Образовање           | Здравствени и социјални рад   |
| Мушки  | 2                         | 6                             | 0                                    | 4                    | 3                             |
| Женски | 1                         | 3                             | 1                                    | 6                    | 5                             |
| УКУПНО | 3                         | 9                             | 1                                    | 10                   | 8                             |
| Пол    | Остале услужне активности | Приватна домаћинства          | Екстериторијалне организације и тела | Непознато            | Непознато                     |
| Мушки  | 1                         | 0                             | 0                                    | 0                    | 0                             |
| Женски | 3                         | 0                             | 0                                    | 0                    | 0                             |
| УКУПНО | 4                         | 0                             | 0                                    | 0                    | 0                             |